# Saint-Germain-des-Prés (Amsterdam)

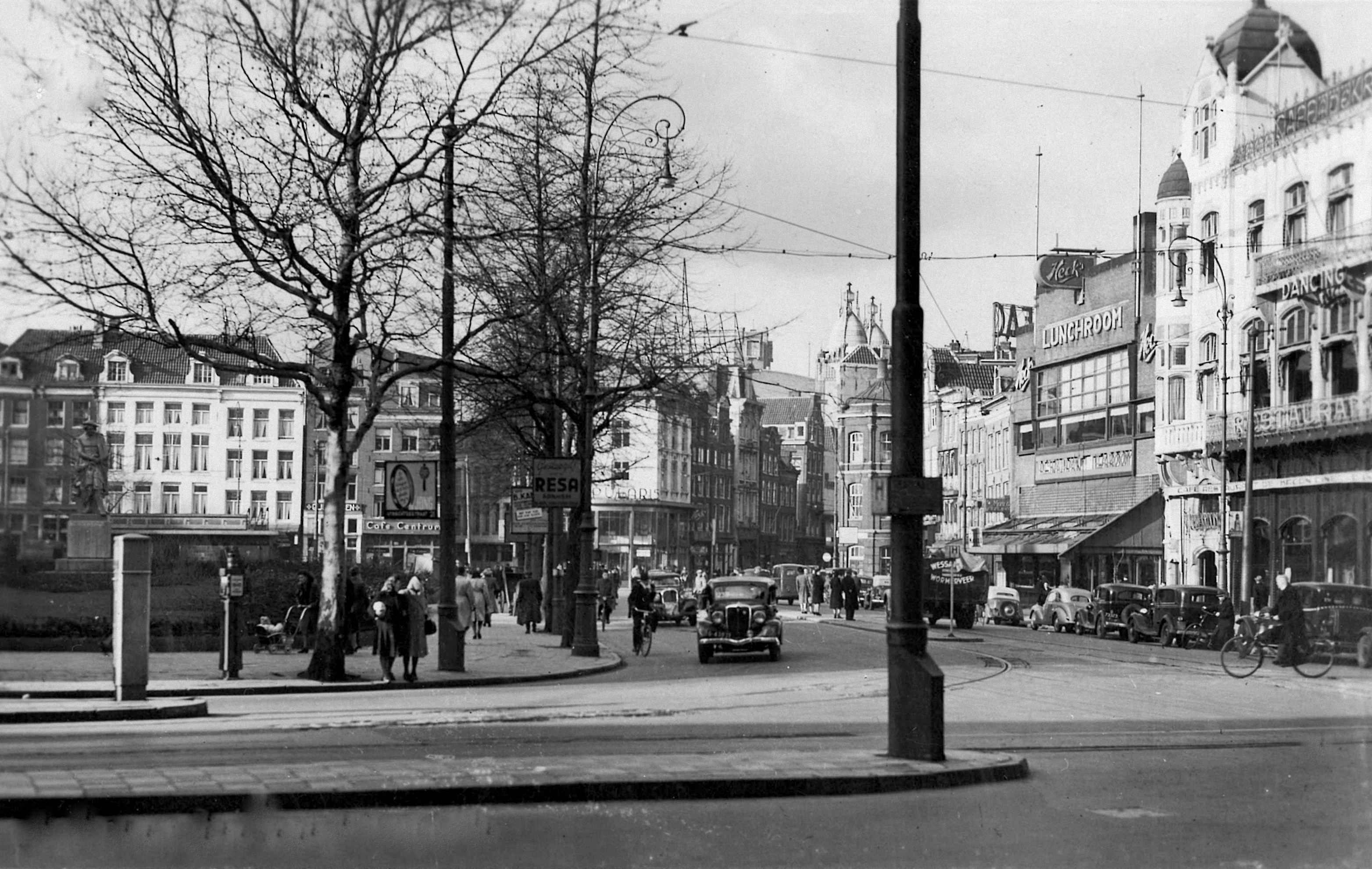
Het Rembrandtplein ca. 1950 met geheel links het witte pand waar van 1953-1962 Saint-Germain-des-Prés gevestigd was

Saint-Germain-des-Prés was een revue-café aan de westzijde van het Rembrandtplein in Amsterdam, genoemd naar de gelijknamige Parijse wijk.
De eigenaar van het café was Carel Kamlag, maar het is vooral bekend geworden door de optredens van 'Dorus' (Tom Manders). Kamlag liet de ruimte van de artiestensociëteit NAR verbouwen tot de club, die opende op 22 mei 1953. Tom Manders ontwierp de inrichting naar Parijse snit: fantasieterrasjes met door Karel Appel geschilderde decors, biervaten als tafeltjes, namaak-clochards als bedienend personeel, een Parijse krantenkiosk als garderobe, een reclamezuil als telefooncel, een Rue-Pissoir die naar de toiletten wees, en waslijnen waaraan schilderachtig ondergoed was opgehangen. Manders, die nog nooit in Parijs was geweest, baseerde zijn ontwerp op foto's, films en folders.
Aanvankelijk beperkte Tom Manders zich tot de artistieke leiding, en liet hij het optreden over aan beginnende artiesten als Jan Blaaser, Henk Elsink, Piet Hendriks, Sacha Dénisant en Aart Brouwer. Pas een jaar na de opening trad Manders zelf voor het eerst op, als een existentialistische dichter die quasi-poëtische onzingedichten voordroeg. Hij gebruikte hiervoor de artiestennaam La Femme Tombé en vermomde zichzelf met een zonnebril, een pruik met piekharen, en een streepjestruitje; een uitdossing die uiteindelijk tot de zwerver Dorus zou evolueren.

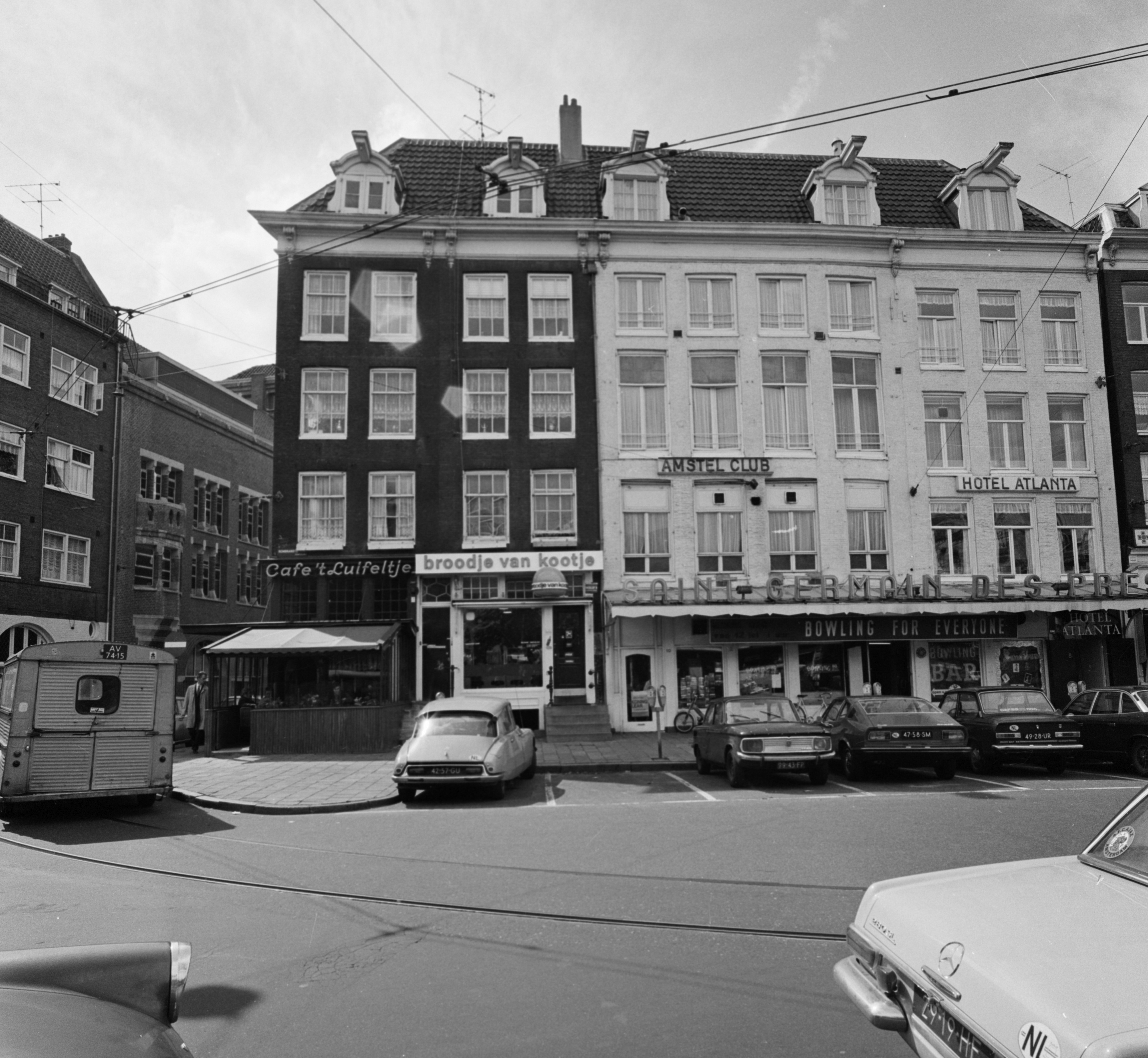
Saint Germain des Prés als bowlingcentrum, na 1972, met ernaast een vestiging van Broodje van Kootje

Het typetje 'Dorus' werd al snel zo populair dat Manders een uitnodiging kreeg een show te doen voor de VARA-televisie. Manders stemde toe, op voorwaarde dat het café zou worden nagebouwd in Studio Vitus te Bussum. Het maandelijkse programma, Een avond in Saint Germain des Prés werd echter ook enkele keren daadwerkelijk in het café opgenomen. Omdat 'Dorus' steeds vaker voor de VARA op tournee ging en minder tijd op het Rembrandplein besteedde, zou het café op 23 mei 1958 sluiten. Het werd een expositieruimte.

Carel Kamlag zag zich in 1962 genoodzaakt de ruimte om te bouwen tot een bowlingcentrum. De door Appel geschilderde decors werden aan de straat gezet en vermoedelijk door een voorbijganger meegenomen. Bowlingcentrum Saint-Germain-des-Prés werd op 17 oktober 1962 door 'Dorus' geopend. In 1973 werd het gesloten. Er zou een speelhal worden gevestigd, maar 10 maanden later werd nog steeds een huurder gezocht.. 
Anno 2025 bevindt zich er op deze plek een Iers café.